# Librería de los Bibliófilos Españoles

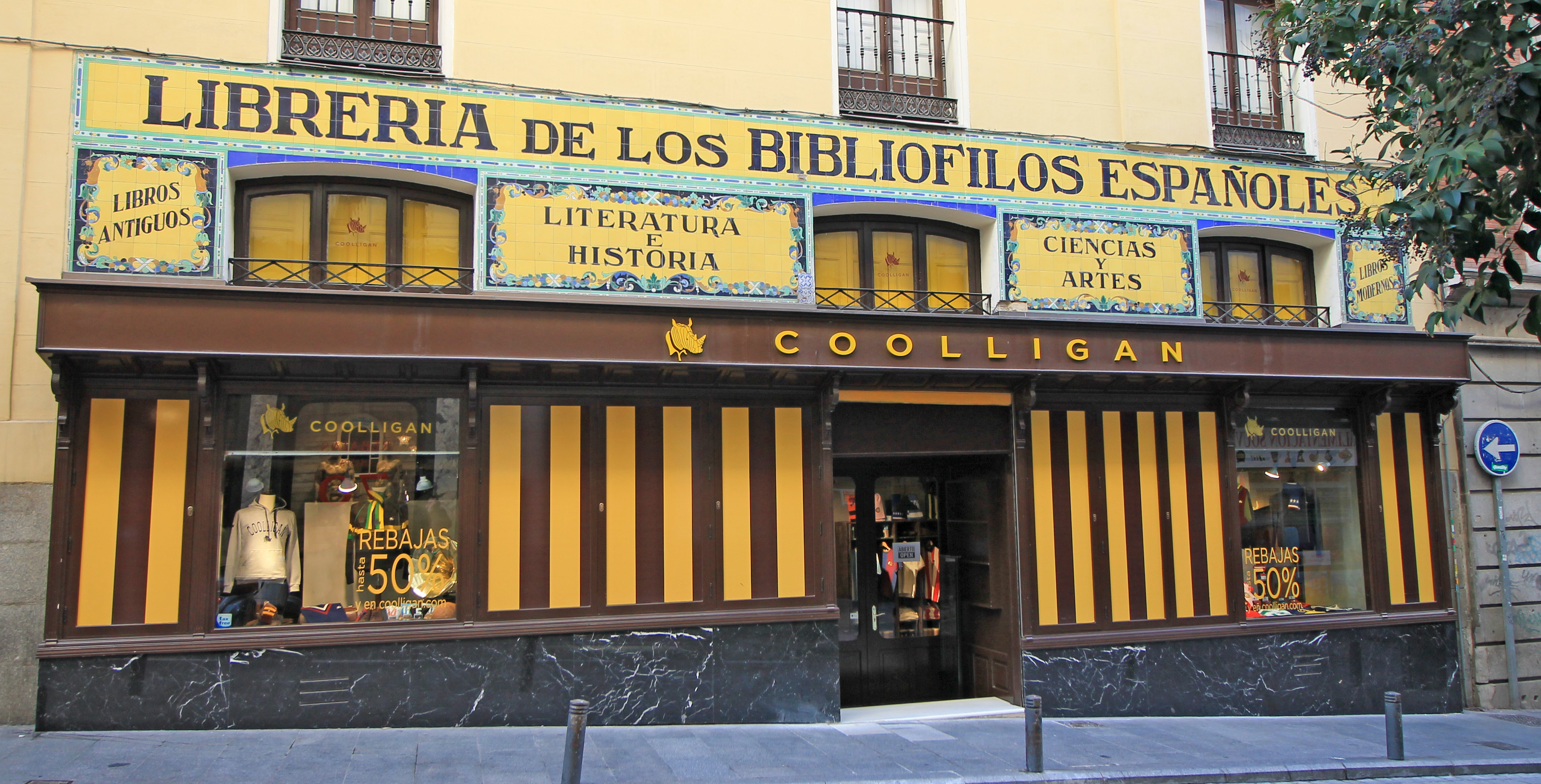
Fachada de la librería en la travesía del Arenal.

La Librería de los Bibliófilos Españoles es un antiguo establecimiento de venta de libros situado en el núm. 1 de la travesía del Arenal, en Madrid, junto a la iglesia de san Ginés. Fundada en 1910 por el bibliógrafo Gabriel Molina Navarro, muestra en su antigua fachada azulejería obra del ceramista Enrique Guijo.

## Historia
Funcionando desde mediado el siglo xix como puesto de libros de Roque Hernando, hacia 1875 compró el negocio el librero Bernardo Rico (sargento en la última guerra carlista y emigrante gallego). Cinco años después, Rico se hizo con un pequeño local anexo y montó allí la librería. Muerto en 1895, el negocio librero pasó a su dependiente y yerno, Gabriel Molina Navarro, cabeza de la saga de libreros que ha conservado la librería.
A lo largo de más de un siglo de actividad bibliográfica ha generado un excelente catálogo de publicaciones y estudios. Su colección cervantina fue adquirida en 1919 por la Biblioteca Histórica de Madrid, ahora en el Centro Cultural Conde-Duque. Actualmente la librería es una tienda de ropa.